# Голдин файненс 117
Голдин файненс 117 (англ. Goldin Finance 117), также известный как China 117 Tower (кит. 中国117大厦) — незавершённый сверхвысокий небоскрёб, расположенный в городе Тяньцзинь, КНР. Строительство началось в 2009 году. Владелец здания столкнулся с финансовыми трудностями после обвала фондового рынка в июне 2015 года и приостановил строительство. Высота башни — почти 597 м, этажность — 128 этажей. Небоскрёб в случае завершения станет пятым по высоте зданием в мире.

## Проникновения на небоскрёб
В 2015 году два городских исследователя из России и Китая залезли на башню и строительный кран.
В 2016 года российская пара Иван Биркус (Кузнецов) и Ангелина Николау залезли на строящуюся башню по лестнице и затем забрались на стрелу строительного крана на вершине башни. Снятое видео было просмотрено более 600 тысяч раз в сентябре 2016 года и привлекло внимание средств массовой информации.